# Natasja Crone
Natasja Crone, gift Tantholdt (født 12. juni 1970 i København) er en dansk tv-vært og journalist, der har været nyhedsvært på TV 2 siden 2006, først som en af de oprindelige værter på TV 2 NEWS, siden som fast vært på TV 2 Nyhederne.

## Karriere
Natasja Crone er er uddannet fra Danmarks Journalisthøjskole i 1996. Under studiet i Aarhus var hun i praktik på Berlingske Tidende og på tv-kanalen TV 2, hvor hun var vært i debatprogrammet "Planet Danmark". Som nyuddannet blev hun ansat på Berlingske Tidende og var her til 1997, hvor hun fik job på Preben Elkjærs sportskanal TVS, der imidlertid lukkede kort efter premieren.
I 1998 blev Natasja Crone ansat i Danmarks Radio i DRs sportsafdeling.
Hun fik et karrieremæssigt gennembrud i 2000, da hun blev prøvet som vært ved Dansk Melodi Grand Prix og sluttede udsendelsen af med at synge en ABBA-sang. Herefter blev hun ansat som redaktør i DR's underholdningsafdeling. Hun debuterede som DR-vært ved det store nytårsshow ved årtusindskiftet. Siden har hun været vært ved bl.a. det internationale Melodi Grand Prix 2001 (en optræden hvor hun blev tildelt de lidet skønne tilnavne "the tooth fairy" / "The Little Mermaid" (tandfeen / den lille havfrue) af BBC's Terry Wogan), DR´s jubilæumsshow i Forum og Stjerne for en aften.
I 2006 var hun afløser for værten Mette Vibe Utzon på tv-programmet Søndag, men valgte at blive vært i TV 2's 24 timers nyhedskanal, TV 2 NEWS. I dag er hun vært på TV 2 Nyhederne og på TV 2 News.

### Musik
I 2001 udgav Natasja Crone en cd med titlen Et blik fra dig med 10 numre (Trust Soundtracks - TSCD 102). I 2007 udgav hun en julesingle, der hedder "Jul i vang og vænge", som var en del af juleopsamlingsalbummet Nisserock udgivet af Harlekin Music.

## Privatliv
Natasja Crone er datter af filmproducenterne Nina og Erik Crone og nedstammer på mødrene side fra en hviderussisk jødisk slægt,[kilde mangler] og hendes onkel er produceren Benni Korzen, der har rødder i New York.
Crone var fra 1998 til 2004 gift med Nikolaj Back, medejer af Banff Multisport. Sammen fik de sønnerne Samuel og Noah. Natasja Crone dannede fra 2009 til 2016 par med TV 2-journalisten Lasse Sjørslev. På nuværende tidspunkt danner hun par med udenlandskorrespondenten Rasmus Tantholdt.